# Sauvegarde du patrimoine religieux en vie
Sauvegarde du patrimoine religieux en vie (SPREV) est une association française de préservation du patrimoine religieux catholique breton. Elle est fondée en 1984 à Locronan, dans le Finistère en Bretagne par le père Maurice Dilasser.

## Mission
- mettre en valeur le patrimoine religieux de Bretagne à travers ses édifices, son mobilier, ses objets cultuels...
- favoriser la vie culturelle autour des édifices culturels
- La formation de guides responsables de visites organisées et offertes[1] ;
- La formation des membres d'associations de mise en valeur du patrimoine religieux.

Son logo est une clef, inspirée de la clef de Saint-Philibert. Elle symbolise l'ouverture de l'édifice mais aussi l'ouverture au sens sacré. La clef est aussi le nom du bulletin de liaison.
La SPREV est adhérente et cofondatrice de la fédération Ars et Fides.
Comme les autres associations de cette fédération, la SPREV participe à l'essor du tourisme religieux.
Le but de la SPREV est montrer et mettre en valeur la richesse du patrimoine religieux non à la manière d'un musée mais comme chargé de la vie d'une communauté chrétienne : témoignage des ainés, usage actuel...
Ainsi, si la présentation peut être culturelle, elle comprend aussi l'explication de la fonction liturgique, du sens sacré en situant l'objet dans l'époque qui l'a créé et dans celles qui ont pu le faire évoluer.
Le service d'accueil et de visite commentée répond à cette volonté. Il est complété par des manifestations plus ponctuelles : soirées du patrimoine, circuits, conférences.

## Les présidents de la SPREV
| Début | Fin  | Président                        |
| ----- | ---- | -------------------------------- |
| 1984  | 1995 | Père Maurice Dilasser            |
| 1995  | 2009 | Père Gusti Hervé                 |
| 2009  | 2013 | Yannick Connan                   |
| 2013  | 2014 | Yannick Connan et Antoine Fortin |
| 2014  | 2024 | Antoine Fortin                   |
| 2024  |      | Floriane Pirot                   |

## Implantation
La SPREV est implantée sur le territoire des cinq départements de la Bretagne historique. Elle prend en compte les différents aspects du patrimoine religieux breton: Enclos paroissiaux, Cathédrales, Abbatiales, Calvaire... mais aussi différentes époques.

### Côtes-d'Armor
| Commune         | Édifice                                            |
| --------------- | -------------------------------------------------- |
| Châtelaudren    | Chapelle Notre-Dame du Tertre                      |
| Dinan           | Basilique Saint-Sauveur                            |
| Dinan           | Église Saint-Malo                                  |
| Dinan           | Abbaye Saint-Magloire de Léhon                     |
| Grâces          | Église Notre-Dame-de-Grâces jusqu'en 2017,         |
| Guingamp        | Basilique Notre-Dame de Bon-Secours jusqu'en 2017, |
| Lamballe        | Collégiale Notre-Dame de Grande-Puissance          |
| Lannion         | Église de la Trinité à Brélévenez                  |
| Mûr-de-Bretagne | Chapelle Sainte-Suzanne                            |
| Perros-Guirec   | Chapelle Notre-Dame-de-la-Clarté                   |
| Perros-Guirec   | Église Saint-Jacques-le-Majeur                     |
| Plouha          | Chapelle de Kermaria an Iskuit                     |
| Runan           | Église Notre-Dame-de-Miséricorde                   |
| Tréguier        | Cathédrale Saint-Tugdual jusqu'en 2017.            |
| Saint-Brieuc    | Cathédrale Saint-Guillaume                         |

### Finistère
| Argol               | Église Saint-Pierre et Saint-Paul                                     |
| Bénodet             | Chapelle Perguet                                                      |
| Cléden-Cap-Sizun    | Chapelle Saint-They                                                   |
| Commana             | Enclos paroissial Saint-Derrien                                       |
| Crozon              | Église Saint-Pierre                                                   |
| Douarnenez          | Chapelle Saint-Michel                                                 |
| Douarnenez          | Église Saint-Herlé                                                    |
| Fouesnant           | Église Saint-Pierre-et-Saint-Paul                                     |
| Fouesnant           | Chapelle Sainte-Anne, provisoirement fermée depuis 2015 (travaux)     |
| Guimiliau           | Enclos paroissial Saint-Miliau                                        |
| La Forêt-Fouesnant  | Église Notre-Dame d'Izel-Vor provisoirement fermée à compter de 2018. |
| La Martyre          | Église Saint-Salomon                                                  |
| La Roche-Maurice    | Église Saint-Yves                                                     |
| Landerneau          | Église Saint-Thomas-de-Cantorbery                                     |
| Le Folgoët          | Basilique Notre-Dame                                                  |
| Locmélar            | Église Saint-Mélar                                                    |
| Locronan            | Église Saint-Ronan                                                    |
| Penmarc’h           | Église Saint-Nonna                                                    |
| Pleyben,            | Enclos paroissial Saint-Germain                                       |
| Plougastel-Daoulas  | Calvaire de Plougastel-Daoulas                                        |
| Pont-l’Abbé         | Église Notre-Dame-des-Carmes                                          |
| Quimper             | Cathédrale Saint-Corentin                                             |
| Quimper             | Église prieurale de Locmaria                                          |
| Quimperlé           | Église abbatiale Sainte-Croix                                         |
| Quimperlé           | Église Notre-Dame de l'Assomption                                     |
| Roscoff             | Église Notre-Dame de Croaz Batz                                       |
| Saint-Jean-Trolimon | Calvaire et chapelle de Notre-Dame de Tronoën                         |
| Saint-Pol-de-Léon   | Cathédrale Saint-Pol-Aurélien                                         |
| Saint-Ségal         | Chapelle Saint-Sébastien                                              |
| Saint-Thégonnec     | Enclos paroissial de Saint-Thégonnec                                  |
| Sizun               | Enclos paroissial Saint-Suliau                                        |
| Pouldreuzic         | Chapelle de Penhors                                                   |
| Lampaul-Guimiliau   | Enclos paroissial Saint-Miliau                                        |

### Ille-et-Vilaine
| Dol-de-Bretagne | Cathédrale Saint-Samson                   |
| Rennes          | Église Saint-Germain jusqu'en 2017        |
| Rennes          | Notre-Dame-en-Saint-Melaine jusqu'en 2017 |

### Loire-Atlantique
| Batz-sur-Mer | Église Saint-Guénolé                   |
| Guérande     | Collégiale Saint-Aubin (jusqu'en 2019) |

### Morbihan
| Brec'h    | Chartreuse d'Auray provisoirement fermée depuis 2019 (travaux) |
| Carnac    | Église Saint-Cornély                                           |
| Guénin    | Chapelle Notre-Dame de Manéguen                                |
| Pluméliau | Chapelle Saint-Nicodème                                        |
| Pluméliau | Chapelle de Saint-Nicolas                                      |
| Vannes    | Cathédrale Saint-Pierre jusqu'en 2016                          |
| Le Faouët | Chapelle Sainte-Barbe                                          |
| La Faouët | Chapelle Saint-Fiacre                                          |

## Les guides
Chaque année, la SPREV accueille, forme et gère environ 90 bénévoles  pour la plupart d’entre eux étudiants en histoire, histoire de l’art, ou dans des écoles telle l'École du Louvre. Ils assurent l’accueil et le guidage des visiteurs pendant l’été dans une quarantaine d’édifices à travers la Bretagne historique.
Tous les ans, une session de formation est proposée aux personnes souhaitant être guides ou intéressées par le patrimoine religieux. Elle se passe pendant les vacances scolaires de Pâques.

### Lieu des stages
| 2011 | Rezé                             |
| 2012 | Châteaulin                       |
| 2013 | Rennes (Lycée Saint-Vincent)     |
| 2014 | Guingamp                         |
| 2015 | Châteaulin                       |
| 2016 | Vannes                           |
| 2017 | Dinan                            |
| 2018 | Cléguérec                        |
| 2019 | Châteaulin                       |
| 2020 | Châteaulin (fin juillet)         |
| 2021 | Stage en visioconférence (Covid) |
| 2022 | Guingamp (Lycée de Kernilien)    |
| 2023 | Châteaulin                       |

## Nombre de visiteurs
La SPREV accueille de très nombreux visiteurs désireux de découvrir le patrimoine religieux de Bretagne. 
Elle comptabilise ses visiteurs à l'aide de ticket remis par le guide à chaque personne ayant effectivement suivi une visite.
| 2008 | 58 100 |
| 2011 | 61 151 |
| 2010 | 49 019 |
| 2011 | 50 671 |
| 2012 | 45 065 |
| 2013 | 49 492 |
| 2014 | 44 479 |
| 2015 | 48 540 |
| 2016 | 47 939 |
| 2017 |        |